# Primera Generación (grupo musical)
Primera Generación fue un supergrupo musical mexicano formado oficialmente en 2012. El grupo estuvo integrado por los catorce participantes de la primera generación del programa de televisión, La Academia de TV Azteca. Durante los distintos reencuentros la alineación ha sido conformada por Myriam, Víctor, Miguel Ángel, Yahir, Nadia, Toñita, Raúl, Estrella, Laura, María Inés, José Antonio, Wendolee, Alejandro y Héctor. En 2002 recibieron disco de diamante por más de un millón y medio de álbumes vendidos, por el lanzamiento de veintiún producciones de cada concierto semanal televisado.

## Biografía
Con la primera generación de La Academia inició el fenómeno de programas de reality show musicales en México; y es que la final de esta generación se realizó en vivo en el Auditorio Nacional, y logró el índice de audiencia más alto para TV Azteca en su historia, tras lograr hasta 45 puntos. Después de La Academia se realizó una gira con los catorce participantes de la generación, con más de sesenta fechas, con presentaciones en toda la República Mexicana, Estados Unidos y Centroamérica. Obtuvieron seis fechas en el Auditorio Nacional, cinco fechas en el Universal Amphitheatre y una más en el zócalo capitalino. 
Como agrupación estuvieron invitados en la final de La Academia segunda, y tercera generación. Tuvieron un pequeño reencuentro en 2005 durante la cuarta generación. Posteriormente en 2006 se volvieron a reunir en un concierto en Mexicali con la ausencia de María Inés y Víctor García. En 2008 se presentaron en el concierto diez de La Academia última generación, y en 2012 interpretaron el sencillo «Ten fe», con la ausencia de Myriam, Nadia y Víctor, en el primer concierto de La Academia 10 años.
Luego de que cada participante se dedicara a su carrera en solitario, en 2012 después de su presentación en La Academia 10 años, se intentó realizar una gira de conciertos con el que marcaban el reencuentro después de diez años de La Academia; sin embargo sólo se concretó un concierto en Tlalpujahua de Rayón, Morelia, en dicho concierto los ausentes fueron Nadia, Myriam, Víctor y Miguel Ángel. Se contempló el lanzamiento de una producción discográfica con algunos temas inéditos, que finalmente tampoco se concluyó. A pesar de la poca difusión y éxito, el 13 de septiembre de 2013 se estrenó el vídeoclip del sencillo promocional «Ten fe» en la plataforma YouTube logrando obtener más de diez mil vistas en dos días.
En mayo de 2017 anuncian un segundo reencuentro para festejar el decimoquinto aniversario con la realización de un concierto en el Auditorio Nacional de la Ciudad de México el 24 de agosto del mismo año.  En este concierto Nadia y Yahir no participan debido a proyectos alternos.
El 25 de julio de 2020 con poco éxito se llevó a cabo un concierto virtual en el que participaron ocho integrantes, María Inés, Estrella, Laura, Toñita, Wendolee, Miguel Ángel, Raúl y José Antonio.

## Integrantes
La siguiente lista engloba todos los proyectos en los que han participado los 14 exintegrantes de la primera generación durante los primeros 15 años:
- Myriam: Ganadora del primer lugar, ha desarrollado una carrera discográfica que incluye 13 producciones bajo el sello EMI, (a excepción de su última producción discográfica Reina, esclava o mujer). También ha sido galardonada con múltiples reconocimientos incluyendo discos de oro,[14] platino[15] y multiplatino[16] por sus producciones musicales. Paralelamente, Myriam también ha desarrollado una carrera como actriz en producciones de teatro musical como Jesucristo Superestrella[17] y Cats.[18]
- Víctor: Participó en cinco telenovelas de Televisión Azteca, siendo Dos chicos de cuidado en la ciudad su primera novela. En la música logró grabar cinco discos de estudio con Sony Music, obteniendo certificaciones de disco de oro y platino, así como un reconocimiento en los Premios Oye!. Participó en la película ¿Qué le dijiste a Dios? a lado de Juan Gabriel, y fue crítico del programa La Academia Kids en 2014 con Alicia Villarreal y Lolita Cortés.
- Miguel Ángel: Considerado una de las mejores voces masculinas de la generación, en 2012 se dio a conocer que se dedicaba a la venta de celulares usados en la calle, luego de haberse divorciado.[19] Tiene cuatro hijos y espera a su quinto hijo. Participó en las 3 ediciones del concurso Desafío de estrellas y lanzó 5 producciones discográficas con Sony Music.
- Yahir: Es uno de los exparticipantes con mayor vigencia en el espectáculo. En 2003 se hizo acreedor al primer lugar del programa Desafío de estrellas. Ha lanzado once producciones discográficas con Warner Music México y cuenta con certificaciones de oro, platino, multiplatino y diamante. Protagonizó los melodramas Enamórate, Soñarás y Bellezas indomables.
- Nadia: En 2003 graba su primer álbum solista debut homónimo, del cual se desprende el sencillo «Esta Libertad», fue acreedora al segundo lugar en el programa de televisión Desafío de estrellas. Ha grabado más de doce producciones discográficas bajo el sello Warner Music México, participó en otros programas como Te regalo mi canción en 2005[20]y las tres ediciones de Desafío de estrellas.
- Toñita: Tiene siete álbumes de género balada romántica y regional mexicano, participó en telenovelas y unitarios de TV Azteca. Su álbum debut "Toñita" obtuvo certificación de disco de oro. Ganó la segunda edición del programa Desafío de estrellas en 2006. Es mencionada en el libro "Mujeres mexicanas, mujeres a la vanguardia" de José Antonio Cuadros en 2008.[21] También se utilizó un tema de su disco "La negra de oro" para la producción cinematográfica Rudo y Cursi.
- Raúl: Logró destacarse en el género ranchero, donde tuvo la oportunidad de cantar junto a Vicente Fernández y Joan Sebastian. Grabó cinco producciones discográficas, su primer producción obtuvo la certificación de disco de oro. En 2014 se casó con la actriz Fran Meric con quien procreó dos hijos.
- Estrella: Formó un grupo musical llamado "Las Reinas" junto a las cantantes Erika y Aranza. Grabó cinco producciones discográficas con Universal Music México y una más de forma independiente. Posteriormente se dedicó como conferencista de educación financiera.
- Laura: Grabó dos discos de manera independiente: Grandes éxitos y Libélula. Participó como presentadora de programas locales Mañana Azteca en la ciudad de Tijuana, también fue presentadora de los programas Detrás de los famosos con Wendolee y Detrás de La Academia USA junto a Rykardo Hernández. En 2010 fue participante en Segunda oportunidad donde obtuvo el segundo lugar,[22] protagonizó la cinta Here Comes the Devil. En 2016 participó en la quinta temporada del programa La voz México en Televisa, siendo parte del equipo de J Balvin,[23] posteriormente del equipo de Gloria Trevi, llegando a semifinales.
- María Inés: Lanzó su primer y único disco como solista «María Inés». Además incursionó como presentadora de televisión en los programas Los 25+ y Con sello de mujer, incursionó en la actuación en la telenovela Enamórate. Participó en obras de teatro como Peter Pan, Los monólogos de la vagina y en la comedia musical El diluvio que viene.[24] Ha realizado doblaje para Disney en películas como Tinker Bell y Frozen II, así como protagonizar la serie infantil La florería de Sofía.
- José Antonio: Lanzó un disco debut con EMI Music y participó en las telenovelas Enamórate y Top models. Después de su primer lanzamiento, sacó su segundo álbum llamado «Camaleón», para 2010 ofrece el material «Niña Rock, de azahares y otras flores». Participó en el programa de televisión Segunda oportunidad.
- Wendolee: Ha grabado tres discos en el género banda sinaloense de forma independiente. En 2003 interpretó el tema Calor para la agrupación Los chicos del barrio.[25] Desde 2012 se dedica al activismo denominado "Gordibuenas" para visibilizar y hacer consciencia sobre las personas de tallas extragrandes, como presentadora y reportera participó en los programas Con sello de mujer, Cada mañana Detrás los famosos con Laura Caro, Gente con chispa y Mujeres Today en Los Ángeles.[26] Participó en 2010 en el programa Segunda oportunidad.
- Alejandro: Participó en el primer Desafío de estrellas, y es el único exparticipante sin alguna producción discográfica. Posteriormente estudió actuación profesional, fue miembro de Actors Studio, y alumno de Lee Strasberg, formó parte del elenco de obras de teatro como La Sirenita, Princesas y El avaro.
- Héctor: Grabó su primera y única producción discográfica «Mi sabor», la cual contó con el sencillo «Batido de coco», tuvo apariciones en la telenovela Subete a mi moto, participó en Desafío de estrellas en 2003, además en la producción discográfica debut de Nadia, con el tema «La pareja ideal». En 2010 fue participante en Segunda oportunidad, posteriormente se dedicó a la locución en radio.

## Giras musicales

### La Academia Azteca, en concierto
En 2003 después de finalizado el programa de televisión La Academia se realizó una gira de conciertos con los catorce participantes de la generación, con más de sesenta fechas, con presentaciones en toda la República Mexicana, Estados Unidos y Centroamérica. Obtuvieron seis fechas en el Auditorio Nacional, cinco fechas en el Universal Amphitheatre y una más en el zócalo capitalino.

### Primer reencuentro, 10 años después
Para conmemorar el décimo aniversario de La Academia, once integrantes en conferencia de prensa, mencionaron que el tema inédito «Ten fe» sería el primer sencillo del proyecto como agrupación temporal. Se mencionaron también quince fechas confirmadas, sin embargo al poco tiempo se cancelaron sin previo aviso; se señaló que Víctor, Myriam y Nadia no formarían parte del grupo, porque sus agendas de trabajo y la firma de contratos con otras compañías no se los permitía. Presentaron su primer sencillo el 26 de agosto de 2012 en el primer concierto de La Academia 10 años.
Los once integrantes deseaban realizar presentaciones en el Auditorio Nacional de la Ciudad de México, así como lo fue en 2002, en donde abarrotaron el recinto recién concluida su participación en La Academia, sin embargo sólo se dio una fecha del reencuentro en Tlalpujahua de Rayón, Morelia. Además se contempló la realización de una nueva producción discográfica como generación, sin embargo jamás se concretó.
El único concierto en Tlalpujahua se distribuyó con una serie de popurrís grupales, temas inéditos como «Ten fe» e «Inseparables»; posteriormente la presentación de cada uno de los integrantes como solistas interpretando temas que los identificaron durante su estancia en La Academia en el año 2002, canciones como «Ojalá», «Hijo de la luna», «My heart will go on», «Jamás» y «Mi historia entre tus dedos», de Estrella, María Inés Guerra, Laura, Raúl Sandoval y José Antonio respectivamente, se pudieron escuchar en el concierto. Referente al reencuentro María Inés indicó lo siguiente:

«Estoy muy contenta de poder revivir aquellos momentos tan emocionantes que pasamos juntos hace once años. Estos años han sido maravillosos, de crecimiento, de darme cuenta que esta carrera es de constancia y hay que trabajar muy duro, de prepararse continuamente».
María Inés Guerra

### Inseparables Tour
El segundo reencuentro llevado a cabo en 2017 contempló el lanzamiento del tema «Inseparables» como sencillo promocional con un vídeo oficial. Una serie de conciertos, con más de 20 fechas programadas en varios recintos de México, Estados Unidos, Centroamérica y Sudamérica, dando inicio la gira «Inseparables Tour» el 24 de agosto en el Auditorio Nacional de la Ciudad de México con la reunión de 12 de los 14 participantes. El 4 de agosto se hizo el lanzamiento oficial del sencillo «Inseparables» en las plataformas digitales, así como el lanzamiento del videoclip a través de la plataforma Youtube. 
Durante el concierto ofrecido el 24 de agosto en el Auditorio Nacional, se abrió el concierto con el popurrí clásico de su gira en 2003, con los temas «Bienvenidos», «Love is in the air», «September», «Sex machine» y «De pies a cabeza». Además de los temas que fueron representativos de cada participante en sus carreras como solistas, los más aplaudidos de la noche fueron Víctor García y Myriam, quienes interpretaron entre otras canciones «Ayer te pedí» y «Hasta el límite», respectivamente.  José Antonio, Héctor y Alejandro fueron de los primeros en entrar al escenario como solistas, cantando temas como «Rayando el sol», «Todo a pulmón» y «Soy un desastre», respectivamente. Simulando una noche bohemia se cantaron los temas «Maracas», «No hay novedad», «Volver, volver», «Se me olvidó otra vez» y «Hermoso cariño». En otros momentos de la noche los hombres interpretaron «El pipiripau», y las mujeres un popurrí de Selena Quintanilla con temas como «La carcacha», «Bidi bidi bom bom» y «Baila esta cumbia». 
También se lograron escuchar temas que no precisamente fueron cantados en el programa de televisión, como «Deja que salga la luna», interpretado por María Inés, quien sorprendió al público por su crecimiento vocal y el uso de falsetes en la canción autoría de José Alfredo Jiménez. Estrella conmovió a parte de los asistentes con el tema «El reloj cucú». Raúl, quien subió a su hijo al escenario mientras interpretaba «Jamás» de Camilo Sesto, Wendolee que con distintos pasos de bailes fue del agrado en temas de banda sinaloense, y Toñita que con su sensualidad cantó, entre otras canciones, el sencillo de su primer disco «De mí no te vas a burlar». Miguel Ángel considerado por muchos con la mejor voz masculina, interpretó los temas «Ódiame» y «Soledad», este último de su autoría. Laura cantó su sencillo «Que te vaya bien», quien demostró ser una de las mejores voces femeninas de la noche al también cantar temas de Céline Dion y Whitney Houston. Finalmente el concierto cerró con un popurrí dedicado a Juan Gabriel, con las canciones «Buenos días señor sol», «Siempre en mi mente», «No tengo dinero», «Amor eterno», «Querida» y «El Noa-Noa».

### Juntos desde casa
Durante la pandemia de enfermedad por coronavirus de 2020 en México, se llevó a cabo un tercer reencuentro a través de un concierto virtual, en el que participaron María Inés, Estrella, Toñita, Laura Caro, Wendolee, Miguel Ángel, Raúl y José Antonio.

### Generaciones Tour
En 2024 se anunció un reencuentro entre los participantes de las primeras cinco generaciones de La Academia, en el que participaron Myriam, Nadia, Laura y Raúl. Aunque se habían programado conciertos en la Arena Ciudad de México y la Arena Monterrey, solo se llevó a cabo uno en la Ciudad de México. Debido a la baja venta de boletos, la gira fue cancelada.

## Discografía

### Álbumes
| 2002 | La Academia - Jul. 2002-Dic. 2002        | 1 | 1 | 1,500,000 | - Disco de Diamante |
| 2003 | La Academia: Ediciones Especiales - 2003 | — | — | —         | —                   |
| 2003 | La Academia: Homenaje a... - 2003        | — | — | —         | —                   |
| 2012 | La Academia 10 años CD/DVD - 2012        | — | — | —         | —                   |

Sencillos
| 2013 | "Ten fe"       | — | — | —   |
| 2017 | "Inseparables" | — | — | TBR |

Giras
| Año         | Nombre                           |
| ----------- | -------------------------------- |
| 2002 - 2003 | La Academia Azteca, en concierto |
| 2017        | Inseparables Tour                |